# Бронзовый гурами
Бронзовый гурами (лат. Sphaerichthys acrostoma) — вид лабиринтовых рыб из семейства макроподовые (Osphronemidae). Относится к распространённым аквариумным рыбкам. Обитает на южном Калимантане, в системе рек Ментая, около 250 км северо-западнее Банджармасина. В природе живут в заросших водной растительностью, преимущественно криптокоринами, водоемах. Рыбы дышат атмосферным воздухом с помощью жаберного лабиринта. Самка вынашивает икру во рту, иногда это может делать самец. Продуктивность до 100 жёлтых икринок, диаметром 1,5 мм.

## Отличительные черты
Достигает длины 7 см. Тело умеренно вытянуто в длину, немного высокое, уплощено с боков. Тело бронзового цвета со слабосетчатой чешуей, тёмными плавниками и светлым горлом. От кончика рыла через глаза до окончания жаберной крышки проходит 2 вишнёво-черных штриха. Самка полнее самца, менее ярко окрашена. Спинной плавник и анальный плавник длинные, невысокие, брюшные плавники с нитевидно удлиненным первым лучом.

## Содержание
- размер аквариума от 30 л
- жёсткость 3—6 dGH
- кислотность рН 6,5—7,0
- температура воды 24—28 °C
- слабое освещение
- плавающие растения, заросли тенелюбивых растений на дне
- частая подмена воды
- живой корм